# Peter Čvirik
Peter Čvirik (* 13. června 1979) je slovenský fotbalový obránce momentálně bez angažmá. Bývalý hráč Banské Bystrice, Žiliny, Púchova, Trnavy a Artmedie absolvoval zahraniční angažmá v nejvyšší polské a rumunské lize. V Rumunsku skončil předčasně a odešel do třetiligového slovenského týmu ŠKF Sereď. Od podzimu 2011 byl zpátky v FC Spartak Trnava. V zimě 2012 v týmu předčasně skončil a podepsal FC Vysočina Jihlava.
Jeho největšími úspěchy jsou dva mistrovské tituly ve slovenské lize (v sezoně 2001/02 v dresu MŠK Žilina a v sezoně 2007/08 v dresu Artmedie Petržalka) a dvě vítězství ve Slovenském poháru (v sezoně 2002/03 v dresu FK Matador Púchov a v sezoně 2007/08 v dresu FC Artmedia Bratislava).